# 黎孟璠 (成泰舉人)
黎孟璠（越南语：／），越南阮朝舉人、官員。

## 生平
黎孟璠爲梂多省（河東省）慈廉縣東鄂社人。
成泰十五年（1903年），在河南場中癸卯科舉人，時年28歲。曾任知縣。